# Gyula Sax

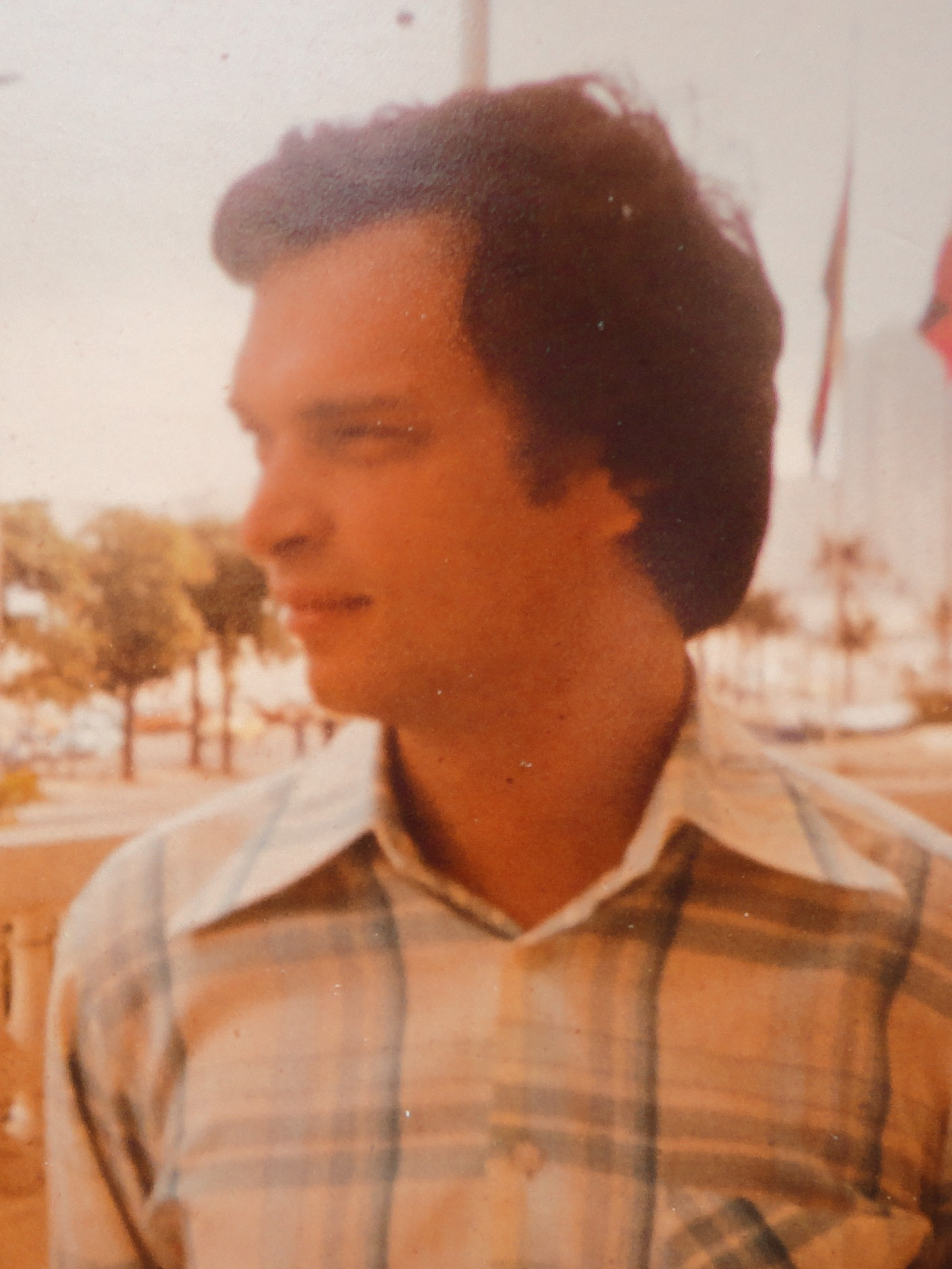
Gyula Sax, Rio 1979.

Gyula Sax (18. červen 1951, Budapešť – 25. leden 2014) byl maďarský šachový velmistr. Pětkrát se zúčastnil mezipásmového turnaje, dvakrát postoupil mezi kandidáty. Vynikající taktik, který reprezentoval Maďarsko na mnoha šachových olympiádách. Proslavil se mj. jako znalec dračí varianty.